# Guerras civis na Venezuela
As chamadas guerras civis na Venezuela foram uma longa série de conflitos que assolaram o país durante a maior parte do século XIX.
Após a independência e a posterior dissolução da Grã-Colômbia não existia na Venezuela um governo forte, com autoridade e poder para manter a ordem e nem uma ideia de nação ou experiência cívica, o que levou a um fenômeno de caudilhismo e militarismo, no qual os líderes políticos-militares locais foram capazes de enfrentar e derrotar o governo central segundo os seus interesses particulares e ideológicos junto com as massas populares que os apoiavam ao se sentirem identificados com eles, processos similares ocorreram por toda América espanhola após o fim do domínio colonial espanhol. Isso ocorreu em parte devido ao enfraquecimento sofrido pela classe dominante, os mantuanos que governaram o país desde os tempos coloniais . Durante a primeira metade do século, o único personagem que conseguiu tornar-se no fator de relativa estabilidade foi José Antonio Páez graças ao seu poder militar, porém uma única derrota nos campos de batalha encerrou sua carreira política.
Entre 1830 e 1903 houve um total de 166 revoltas armadas e quase 50 anos de guerra. O historiador Robert L. Sheina em seu livro Latin America's Wars: The Age of the Caudillo, 1791-1899, publicado em 2003, estima em um milhão de mortes no total, 70% delas de não combatentes mortos pela pestilência, fome, anarquia e repressão política que resultaram das guerras.
O período de instabilidade acabou com a ditadura de Juan Vicente Gómez, que governou a Venezuela de 1908 até sua morte em 1935, garantindo uma forte base para o poder estatal e acabando com os caudilhos regionais passando o poder para o alto comando das Forças Armadas da Venezuela. Devido a estas guerras o país ficou empobrecido e sofreu uma relativa estagnação demográfica.
Destacam-se principalmente:
- Revolución de las Reformas (1835-1836).
- Revolução de Março (1858).
- Guerra Federal (1859-1863) - a mais sangrenta de todas: custou de 100.000[7] a 150.000[11] mortos (30.000 a 50.000 em combate).[7]
- Revolução Azul de José Tadeo Monagas (1868).
- Revolución de Abril de Antonio Guzmán Blanco (1870).
- Revolução Legalista de Joaquín Crespo (1892).
- Revolução Liberal Restauradora de Cipriano Castro (1899).
- Revolución Libertadora (1901-1903).

Houve outros conflitos menores como:
- Revolta camponesa de 1846-1847.
- Guerra civil venezuelana de 1848-1849.
- Revolução de Coro (1874-1875).
- Revolução reivindicadora (1878-1879).
- Revolução de Queipa (1898).